# Karrösten
Karrösten est un village autrichien du district d'Imst dans le Tyrol.

## Géographie
Karrösten est un village de la haute vallée de l'Inn, sur le versant sud-ouest du Tschirgant, non loin de la confluence de la Gurgl dans l’Inn. L'homme y exploitait des mines dès l'âge du bronze, mais c'est au XVIe siècle que l'exploitation des gisements de métaux connut son apogée. Le village a été menacé par diverses catastrophes naturelles au fil des siècles. Un panneau touristique décrit les différentes couches géologiques de l'endroit. Depuis 2014, il y a, sur le chemin de montagne reliant Karrösten à Karröster Alm, un petit belvédère en bois donnant un aperçu complet du cirque de l'Imster.
À flanc de montagne, on cultive des légumes et du maïs et l'on trouve, perché à près de 1 000 m d'altitude, le châtaignier le plus haut du Tyrol, classé au patrimoine naturel dans les années 1960. La commune se signale par un nombre d'heures d’ensoleillement exceptionnel, qui la classe de ce point de vue au second rang pour tout le Tyrol.